# CLARITY
CLARITY (acronimo di Clear, Lipid-exchanged, Anatomically Rigid, Imaging/immunostaining compatible, Tissue hYdrogel, così come citato dai suoi inventori), è una tecnica di preparazione di campioni istologici messa a punto da un team della School of Medicine della Stanford University, in una ricerca multidisciplinare finanziata dai National Institutes of Health, diretta da Karl Deisseroth e condotta da un'équipe di neuroscienziati, psichiatri, ingegneri e informatici: K. Chung, S. Kim, K.A. Zalocusky, J.H. Mattis, V. Gradinaru, S. Kalyanasundaram, S.M. Pak, C. Ramakrishnan, J.J. Mirzabekov, K. Deisseroth.
In seguito sono stati pubblicati studi che hanno fatto uso della metodologia CLARITY per costruire ibridi gel-tessuti a base di acrilammide all'interno di tessuti per un migliore accesso ottico e molecole: tra questi studi vi sono stati quelli su cervelli umani affetti da sindrome di Alzheimer, su midollo spinale di topi, su modelli animali per la sclerosi multipla e metodi di microscopia tra cui l'espansione e il gonfiaggio di tessuti per l'uso nella microscopia confocale e nella light sheet microscopy migliorata attraverso la tecnica CLARITY (CLARITY Optimized Light-sheet Microscope, o COLM).

## Tecnica
La tecnica consente di rimuovere completamente il substrato lipidico presente nel cervello sostituendolo con un gel a base di varie componenti, tra cui acrilammide, bisacrilammide e formaldeide. La tecnica permette di ottenere, come risultato, la completa trasparenza rispetto alla luce dell'intero cervello. Il "lavaggio" del reticolo lipidico, opaco alla luce, e la sua sostituzione con un gel trasparente, rende completamente visibili le struttura cerebrali, pur preservandone l'integrità, in modo da poterle studiare con un dettaglio mai raggiunto se non attraverso pesanti biopsie. Tentativi del genere erano già stati fatti in passato, ma i solventi usati creavano problemi nell'utilizzazione delle tecniche di fluorescenza impiegate nella norma per evidenziare le cellule e le strutture anatomiche.
La visibilità delle struttura consente una mappatura del cervello fino al livello molecolare, permette ai ricercatori di individuare "dove si trova un certo neurotrasmettitore, o dove un certo gene viene espresso". Essa permette di apprezzare le strutture più fini del tessuto biologico, lasciando inalterate le strutture su larga scala, a differenza di quanto accade con tecniche tradizionali, come il sezionamento in sottilissime fettine del cervello (microtomia).
Sebbene messa a punto per i tessuti cerebrali, la tecnica può essere estesa ai costituenti di altri organi del corpo o a tessuti patologici, come, ad esempio, i tessuti neoplastici. 